# FK Teplice
A FK Teplice egy cseh labdarúgócsapat Teplicében, Csehországban.

## Története
A klub a második világháború végén, 1945-ben alakult. Az alapítás után 3 évig a csehszlovák első osztályban játszott, majd megjárta a másodosztályt is. Csehszlovákia felbomlása után szerepelt a cseh első- és másodosztályban is. A bársonyos forradalom után visszatért a gazdag szponzor, a Glaverbel, ezért a klub 1996-ban visszatért az első osztályba és nagy meglepetésre megnyerték a bajnokságot. Ugyanebben az évben, az UEFA-kupában kiütötték a Feyenoordot, a Kaiserslauternt, de szerencsétlenségükre kikaptak a Glasgow Celtictől.

### Korábbi nevei
- 1945 – SK Teplice-Šanov (Sportovní klub Teplice-Šanov)
- 1948 – Sokol Teplice
- 1949 – ZSJ Technomat Teplice (Základní sportovní jednota Technomat Teplice)
- 1951 – ZSJ Vodotechna Teplice (Základní sportovní jednota Vodotechna Teplice)
- 1952 – ZSJ Ingstav Teplice (Základní sportovní jednota Ingstav Teplice)
- 1953 – DSO Tatran Teplice (Dobrovolná sportovní organizace Tatran Teplice)
- 1960 – TJ Slovan Teplice (Tělovýchovná jednota Slovan Teplice)
- 1966 – TJ Sklo Union Teplice (Tělovýchovná jednota Sklo Union Teplice)
- 1991 – TFK VTJ Teplice (Tělovýchovný fotbalový klub Vojenská tělovýchovná jednota Teplice)
- 1993 – FK Frydrych Teplice (Fotbalový klub Frydrych Teplice)
- 1994 – FK Teplice (Fotbalový klub Teplice)

## Sikerei
- Cseh bajnok: 1996
- Cseh kupagyőztes: 1977, 2003, 2009

## Korábbi eredményei a Cseh labdarúgó-bajnokságokban
Az utóbbi 10 év legjobb bajnoki eredménye az 1998/99-es szezonban egy második hely volt. 2004/05-ben a csapat a harmadik helyen végzett egyenlő pontszámmal a második Slavia Prágával. Ugyanebben az évben az UEFA-kupa selejtező harmadik köréig jutottak.
FK Tepliceről úgy vélik a legjobbak között van a cseh bajnokságban és a 2007/08-as szezonbeli ötödik helyük is ezt bizonyítja. Szerencséjükre az 1. FC Brno nem vállalta az indulást a 2008-as Intertotó-kupában, így ők indultak. A második fordulóban ellenfélnek a Honvédot kapták. Teplicében a magyarok 1:3-ra győztek, míg Budapesten 2:0 nyertek a csehek. 3-3-as összesítésből a Honvéd jött ki győztesen több idegenben szerzett góllal.

## Nemzetközi kupaszereplése
| Szezon  | Esemény              | Forduló         | Származás  | Klub                    | Gól            | Gólszerzők                                                                                |
| ------- | -------------------- | --------------- | ---------- | ----------------------- | -------------- | ----------------------------------------------------------------------------------------- |
| 1971/72 | UEFA-kupa            | 1. forduló      | lengyel    | GKS Zagłębie Wałbrzych  | 2:4 (0:1, 2:3) | Stratil, Smetana                                                                          |
| 1999/00 | UEFA-bajnokok ligája | 3. selejtezőkör | német      | Borussia Dortmund       | 0:2 (0:1, 0:1) |                                                                                           |
| 1999/00 | UEFA-kupa            | 1. forduló      | magyar     | Ferencvárosi TC         | 4:2 (3:1, 1:1) | Frýdek, Kolomazník, Řízek, M. Rada                                                        |
|         |                      | 2. forduló      | spanyol    | RCD Mallorca            | 1:5 (1:2, 0:3) | Verbíř                                                                                    |
| 2002    | Intertotó-kupa       | 2. forduló      | Portugál   | CD Santa Clara          | 9:2 (5:1, 4:1) | Divecký, Gross, Leitner, Verbíř, Luď. Zelenka, M. Doležal, P. Horváth ( 11-esből'), Ryška |
|         |                      | 3. forduló      | Német      | 1. FC Kaiserslautern    | 5:2 (1:2, 4:0) | ( 11-esből'), P. Horváth, Voříšek, Luď. Zelenka, Verbíř                                   |
|         |                      | negyeddöntő     | olasz      | Bolgna FC               | 2:8 (1:5, 1:3) | Luď. Zelenka, Grlić                                                                       |
| 2003/04 | UEFA-kupa            | 1. forduló      | Német      | 1. FC Kaiserslautern    | 3:1 (2:1, 1:0) | Rezek, Benčík                                                                             |
|         |                      | 2. forduló      | Holland    | Feyenoord               | 3:1 (2:0, 1:1) | M. Doležal, Rezek, P. Horváth ( 11-esből')                                                |
|         |                      | 3. forduló      | Skót       | Celtic FC               | 1:3 (0:3, 1:0) | Jiří Mašek                                                                                |
| 2004    | Intertotó-kupa       | 1. forduló      | Magyar     | MFC Sopron              | 3:2 (0:1, 3:1) | Veleba                                                                                    |
|         |                      | 2. forduló      | orosz      | FK Šinnik Jaroslavl     | 1:4 (1:2, 0:2) | Verbíř ( 11-esből')                                                                       |
| 2005/06 | UEFA-kupa            | 2. selejtezőkör | fehérorosz | MTZ-RIPA                | 3:2 (1:1, 2:1) | Rilke                                                                                     |
|         |                      | 1. forduló      | spanyol    | Espanyol                | 1:3 (1:1, 0:2) | Jirsák                                                                                    |
| 2006    | Intertotó-kupa       | 2. forduló      | svájc      | Grasshopper Club Zürich | 0:4 (0:2, 0:2) |                                                                                           |

## Játékoskeret
2009. január 31. szerint.
| #  |                     | Poszt | Név                |
| -- | ------------------- | ----- | ------------------ |
| 1  | cseh                | K     | Martin Slavík      |
| 2  | cseh                | V     | Jan Bartoš         |
| 3  | japán               | CS    | Osama Elsamni      |
| 4  | cseh                | V     | Martin Klein       |
| 5  | Bosznia-Hercegovina | KP    | Admir Ljevaković   |
| 6  | cseh                | V     | Vlastimil Vidlička |
| 7  | szlovákia           | KP    | Michal Gašparík    |
| 8  | cseh                | KP    | Štěpán Vachoušek   |
| 9  | cseh                | KP    | Pavel Verbíř       |
| 10 | cseh                | KP    | Vlastimil Stožický |
| 12 | cseh                | KP    | Michal Doležal     |
| 14 | Bosznia-Hercegovina | V     | Samir Merzić       |
| 15 | cseh                | V     | Petr Lukáš         |

| #  |                     | Poszt | Név              |
| -- | ------------------- | ----- | ---------------- |
| 17 | cseh                | KP    | Radim Breite     |
| 18 | cseh                | CS    | Michal Smejkal   |
| 19 | cseh                | KP    | Jakub Mareš      |
| 20 | cseh                | V     | Milan Matula     |
| 22 | cseh                | V     | Antonín Rosa     |
| 23 | cseh                | CS    | Petr Smíšek      |
| 25 | Bosznia-Hercegovina | CS    | Aidin Mahmutović |
| 26 | szlovákia           | KP    | Blažej Vaščák    |
| 27 | szlovákia           | CS    | Martin Jindráček |
| 30 | cseh                | K     | Tomáš Grigar     |
| –– | cseh                | KP    | Radim Breite     |
| –– | cseh                | KP    | Pavel Hašek      |
| –– | szlovákia           | CS    | Andrej Hesek     |

## Vezetőedzők
1945 - 1946	 Zdeněk Šteflík

1947 - 1948	 Rudolf Krčil

1948 - 1950	 Rudolf Vytlačil

1950 - 1951	 p. Kuželík

1952 - 1962	 Rudolf Krčil

1962 - 1965	 Vlastimil Chobot

1965 - 1966	 Jan Kalous

1966 - 1970	 Antonín Rýgr

1970 - 1973	 Josef Forejt

1973 - 1977	 Antonín Rýgr

1977 - 1979	 Karel Bílek

1979 - 1981	 Vladimír Mirka

1981 - 1983	 František Cerman

1983 - 1984	 Milan Kollár

1984 - 1985	 Josef Zadina

1985 - 1986	 Karel Vytisk

1986 - 1987	 Jiří Rubáš

1987 - 1989	 František Cerman

1989 - 1991	 Jaromír Mixa

1991 - 1993	 Milan Bokša

1993 - 1997	 František Cerman

1997 - 2000	 Josef Pešice

2000 - 2001	 Petr Rada

2001 - 2001	 Michal Bílek

2001 - 2001	 Dušan Uhrin

2001 - 2002	 František Cipro

2002 - 2004	 František Straka

2004 - 2004	 Jiří Nevrlý, Jan Poštulka

2004 - 2006	 Vlastislav Mareček

2007 - 2007      Jiří Bartl

2007 - 2008      Petr Rada

## Stadion

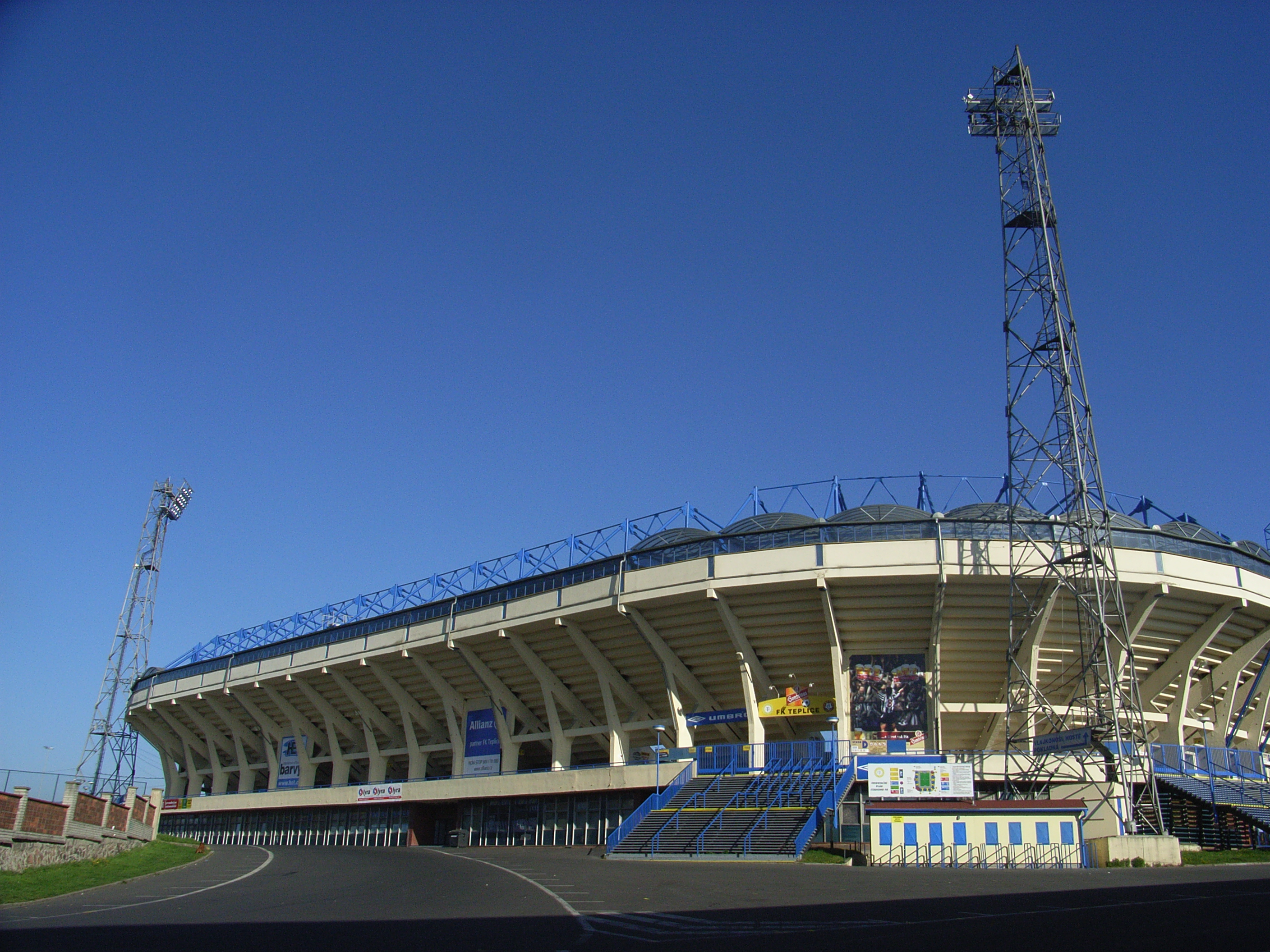
Az AGC Aréna

A Na Stínadlech stadion 1973. május 9-én lett hivatalosan a csapat otthona. Manapság csak labdarúgó események lebonyolításánál használják. 18,221 férőhelyével kedvelt helyszíne a cseh labdarúgó-válogatott mérkőzéseinek. 2016 óta a csapat fő támogatójának (AGC) nevét viseli az aréna.

## Külső hivatkozások
- A FK Teplice hivatalos oldala (Cseh nyelven)